# Kiwiburger

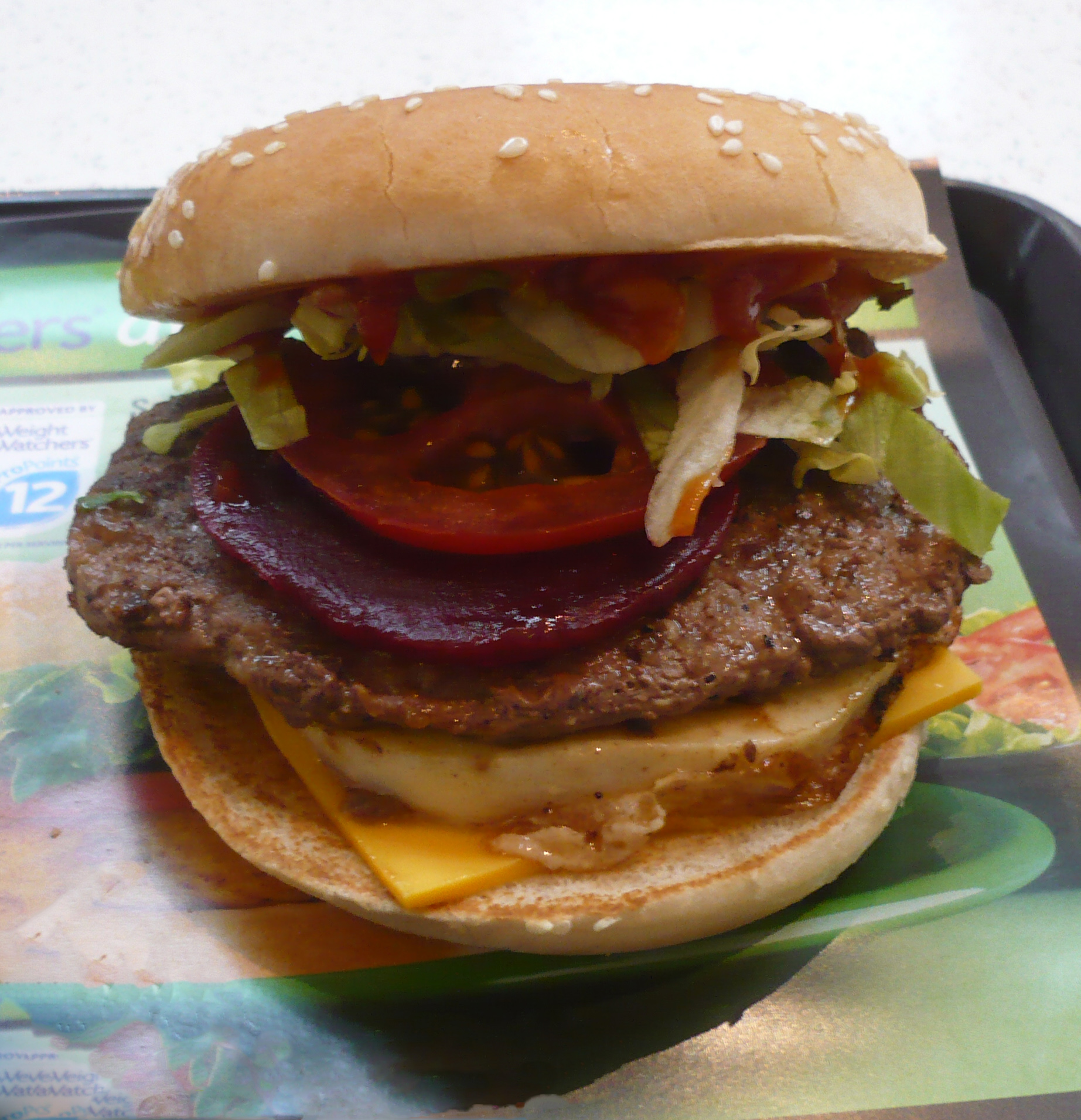
Um tradicional Kiwiburger com seu recheio exposto.

O KiwiBurger era um hambúrguer vendido pela rede de fast food McDonald's nos restaurantes da Nova Zelândia. Ele consistia em um bife de carne bovina moída, ovo, beterraba, tomate e molho derivado da mesma fruta, alface, queijo, cebola e mostarda num pão tostado.

## História
O McDonald's introduziu o KiwiBurger ao seu cardápio em 1991, porém, o produto foi descontinuado em pouco tempo. Como o produto continha ingredientes que não eram usados em nenhum outro hambúrguer, ele tornou-se caro. Além disso, o ovo do KiwiBurger precisava ser cozinhado em um grade especial o que impediu que se espalhasse por toda a rede no país.
Em maio de 2007, o hambúrguer voltou a ser vendido no McDonald's da Nova Zelândia. Em setembro desse mesmo ano, o McDonald's criou uma campanha publicitária para que seus clientes decidissem se o produto deveria continuar a ser vendido. Em dezembro de 2008, a venda do KiwiBurger foi interrompida novamente, voltando ao cardápio em junho de 2009 e retirado novamente em agosto de 2009.